# 히라마츠 아키코
히라마츠 아키코(일본어: 平松 晶子, 1967년 8월 31일 ~ )는 일본의 성우이다. 도쿄도 출신. 켄 프로덕션 소속.

## 출연작

### TV 애니메이션
1992년
- 미캉의 그림일기(쿠사나기 토무)

1993년
- 미소녀전사 세일러문 R(케라베라스)
- 포코냥(코노하 미키)

1994년
- 체포하겠어(코바야카와 미유키)
- 백설공주의 전설(폿케)
- 미소녀 전사 익셀리온(크로스)

1996년
- 체포하겠어(코바야카와 미유키)
- 세이버 마리오넷 J(블러드베리)
- 우주여행사 야트(도리스)

1997년
- 헌티드 정션(야마다 야미코)
- 열화의 염(키리사와 후우코)
- 큐티하니F(하즈키 세이라)

1998년
- 사일런트 뫼비우스(람 첸)
- 세이버 마리오넷 J to X(블러드베리)
- 슈퍼돌 리카쨩(미스티)

1999년
- 마이크로맨(아덴 퍼플)

2001년
- 작은 눈의 요정 슈가(시나몬, 한나)
- 하나우쿄 메이드대(츠루기 코노에)
- 체포하겠어(코바야카와 미유키)
- 헤로헤로군(니코니코 선생님)
- 조이드 신세기제로(마리 챔프)

2002년
- 아즈망가 대왕(타니자키 유카리)
- 쪽빛보다 푸르게(카구라자키 미야비)
- 십이국기(세이슈)
- 프린세스 츄츄(에델)

2003년
- 마법사에게 소중한것(미린다/이와시타 미유키)
- 쁘띠 프리 유시(레나)
- 쪽빛보다 푸르게 ~인연~(카구라자키 미야비)
- 개구리 중사 케로로 (히나타 아키)

2004년
- 하나우쿄 메이드대 La Verite(츠루기 코노에)
- 블리치(시바 쿠우카쿠)

2005년
- 츠바사 크로니클(아라시)

2006년
- 가난 자매 이야기(사에구사 란코)
- 펌프킨 시저스(웨브너)
- 사사미 마법소녀 클럽(코즈카 와슈)

2007년
- 체포하겠어 Full throttle(코바야카와 미유키)
- 코드-E(에비하라 미즈키)

2008년
- 페르소나 ~트리니티 소울~

2009년
- 엘리먼트 헌터(앤 카라스)
- 하야테처럼2기(하츠오)

### OVA
1993년
- 몰다이버(시라세 마오)

1995년
- SM걸즈 세이버 마리오넷 R(블러드베리)

2000년
- 아즈망가 대왕 Web판(쿠로사와 미나모/냐모)

### 극장판
2001년
- 아즈망가 대왕 극장판(타니자키 유카리)

### 게임
1993년
- 랑그릿사1 광휘의 후예 (크리스)

1995년
- 동급생1(PC 엔진판)(호리 마스미)

1996년
- 동급생1(세가 세턴판)(호리 마스미)

1997년
- 랑그릿사2(루시리스)

2000년
- 불타라! 저스티스 학원(히비키 란)

2002년
- 테일즈 오브 데스티니2(해롤드 베르셀리오스)
- 백힐초화 -EPISODE OF THE CLOVER-(카미시로 마리)

### 드라마 CD
1996년
- 영웅전설 Ⅳ 주홍물방울(루티스)